# Кевін Олімпа
Кевін Олімпа (фр. Kévin Olimpa, нар. 10 березня 1988, Париж) — мартиніканський футболіст, воротар клубу «Платаніас».

## Ігрова кар'єра
У дорослому футболі дебютував 2005 року виступами за команду клубу «Бордо», в якій провів чотири сезони, взявши за цей час участь лише в одному матчі чемпіонату.
Протягом 2009—2010 років захищав на умовах оренди кольори команди друголігового клубу «Анже», в якій отримав досвід участі в офіційних матчах.
До складу клубу «Бордо» повернувся з оренди 2010 року. На той час місце основного голкіпера команди міцно закріпив за собою Седрік Каррасо, тож Олімпа знову став воротарем-дублером.
В серпні 2014 р. перейшов до клубу Грецької Суперліги «Платаніас».

## Титули і досягнення
- Чемпіон Франції (1):

«Бордо»: 2008-09
- Володар Кубка Франції (1):

«Бордо»: 2012-13
- Володар Кубка французької ліги (2):

«Бордо»: 2006-07, 2008-09
- Володар Суперкубка Франції (2):

«Бордо»: 2008, 2009